# Acherontemys heckmani
Acherontemys heckmani (лат.) — вымерший вид черепах из вымершей клады Panemydidae надсемейства наземные черепахи. Единственный вид рода Acherontemys. Их ископаемые остатки известны из позднего эоцена (37,2—33,9 млн лет назад). Его типовым экземпляром является панцирь USNM 4123, представляющая собой трехмерное ископаемое тело. Его типовым местонахождением является рудник № 4 компании Northwestern Improvement Company. Он найден в эоценовом озерном песчанике формации Рослин в Вашингтоне. Это были пресноводные всеядные черепахи.